# Stephania Haralabidis
Stephania Haralabidis (Atenas, 19 de maio de 1995) é uma jogadora de polo aquático estadunidense, campeã olímpica.

## Carreira
Haralabidis fez parte da equipe campeã olímpica pela Seleção Estadunidense de Polo Aquático Feminino nos Jogos Olímpicos de Verão de 2020 em Tóquio, após derrotar a equipe espanhola por 14–5.